# Astelia pumila
Astelia pumila är en enhjärtbladig växtart som först beskrevs av Johann Reinhold Forster, och fick sitt nu gällande namn av Charles Gaudichaud-Beaupré. Astelia pumila ingår i släktet Astelia och familjen Asteliaceae. Inga underarter finns listade i Catalogue of Life.